# Movilizaciones estudiantiles de 1968 en Santiago de Compostela
Las movilizaciones estudiantiles de 1968 en la Universidad de Santiago de Compostela constituyeron un importante movimiento político y social que desafió al sistema político dictatorial vigente en la época y que tuvo su momento culminante en un encierro pacífico de más de mil estudiantes en el edificio central de la Universidad, desalojado al tercer día por la Policía Armada mientras los estudiantes cantaban  “Venceremos nós”, la popular canción americana "We shall overcome" con letra en gallego de Xosé Luís Franco Grande, convertida en himno de la revolución estudiantil.

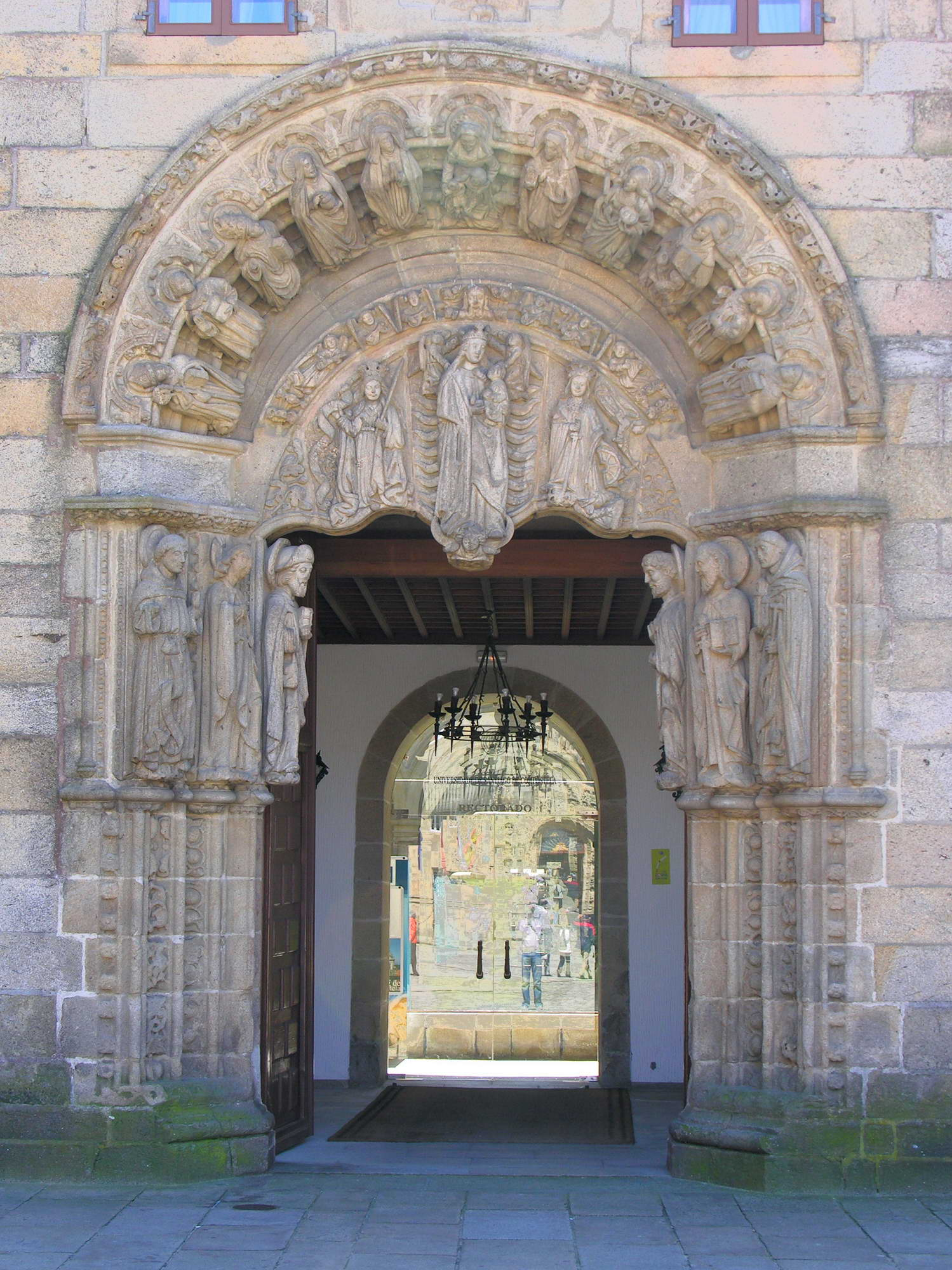
Colegio de San Jerónimo, Rectorado de la Universidad de Santiago

## Antecedentes
En el curso 1967-68 el antiguo SEU es sustituido en la Universidad de Santiago de Compostela por el Sindicato Democrático de Estudiantes de la Universidad Galega (SDEUG), dirigido por estudiantes antifranquistas, que gana las elecciones universitarias, fomentando un nuevo  espíritu político y reivindicativo. 
En la mayoría de las Facultades el cambio se realiza de forma pacífica, ocupando los nuevos líderes estudiantiles las viejas estructuras de la Asociación de Estudiantes del Régimen, incluidos sus locales y los fondos procedentes de las cuotas pagadas por los propios estudiantes para actividades asociativas, constituyéndose pacíficamente las nuevas Juntas de Facultad.
Pero en la Facultad de Ciencias el Decano, Joaquín Ocón García, impide a los representantes elegidos el acceso a los locales asociativos y les niega la entrega de las cuotas abonadas por los estudiantes, obstaculizando las reuniones y actividades de los representantes electos.  El ambiente se caldea y explota en la primera semana de marzo, cuando Ocón impide, con la intervención de la policía, que se celebre una Asamblea de la Facultad de Ciencias, con asistencia de cientos de estudiantes, en la que el Delegado de Facultad Pancho Álvarez Fontela iba a informar de la situación a sus compañeros.

## Desarrollo de las movilizaciones
El desalojo violento de la Asamblea de la Facultad de Ciencias provoca una huelga generalizada en la Universidad, seguida por más del 90 % del alumnado. Los estudiantes reclamaban la dimisión de Ocón, la retirada de las denuncias contra los delegados, su readmisión en la facultad y la devolución del dinero destinado a actividades universitarias que había sido requisado por el Decano.

El conflicto tuvo su momento culminante con un encierro pacífico de mil quinientos estudiantes en el edificio central de la Universidad, que duró del 9 al 12 de marzo, y fue desalojado al tercer día por la Policía Armada mientras los estudiantes cantaban el “Venceremos nós”, convertido en himno de la revolución estudiantil. Pero antes, en el interior de la Universidad, se produjo una negociación fallida entre los delegados del nuevo sindicato y las autoridades universitarias, incluido el Rector Ángel Jorge Echeverri, así como un intento de mediación del gobernador civil, Avendaño Porrúa. Durante el encierro se pronunciaron varias conferencias de intelectuales acudidos a Santiago para unas jornadas culturales que se trasladaron al interior del edificio central de la Universidad, con ponentes como Armando López Salinas que habló sobre los derechos humanos.

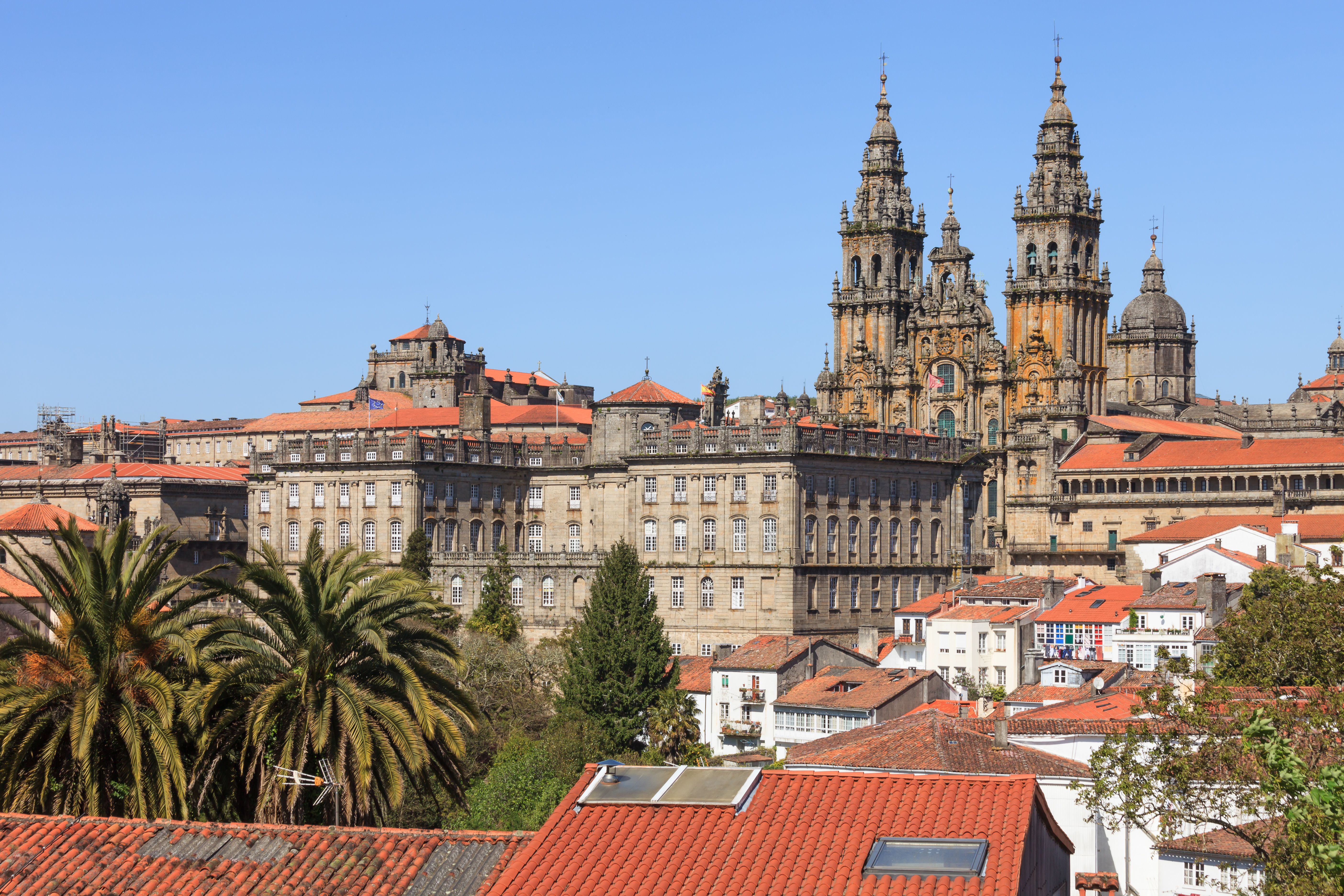
Fachada de la Catedral desde la Alameda. Santiago de Compostela

En la fecha de los hechos, el diario La Voz de Galicia narró de la siguiente manera el desalojo: “A las seis de la madrugada, la Policía anunció que procedería a desalojar, si antes no lo hacían los estudiantes voluntariamente. Estos, con toda tranquilidad, recogieron sus cosas y se sentaron en el primer piso, en actitud de resistencia pasiva. A las siete y media, la Policía, previos tres toques de corneta, violó el recinto universitario, rompiendo los cristales de una ventana del piso bajo, por la que entraron para desalojar la puerta principal. El capitán que mandaba las fuerzas de orden público comunicó a los estudiantes, por megáfono, que iba a proceder a desalojarlos, instándoles a no resistirse, después de aclarar que respetaba sus intenciones y admiraba su valor, pero que no hacía más que cumplir una orden.Los estudiantes, sentados, guardaron silencio y perfecta serenidad, mientras se dejaban levantar, uno a uno, del suelo por los policías. Algunos tuvieron que ser sacados hasta la calle en volandas, al negarse a hacerlo por su propio pie. A las ocho y
media, aproximadamente, la Universidad quedó desalojada (...) Y ya fuera del recinto universitario, sentados unos en las
escalinatas de acceso al edificio y de pie los demás en la Plazuela de la Universidad, entonaron el “Venceremos nós”, himno
antisegregacionista popularizado en inglés por Joan Baez y que traducido al gallego sirvió estos días como himno estudiantil.
A las nueve de la mañana, cansados, macilentos, con las mantas al hombro, abandonaron la Plaza de la Universidad (...). Los vecinos de la plaza y calles adyacentes contemplaban desde las ventanas admirados un espectáculo inaudito en esta ciudad. Hay que hacer constar que en el momento en que la Policía violaba la inmunidad universitaria, no se encontraba allí presente ninguna autoridad académica”.

## Conclusión del conflicto

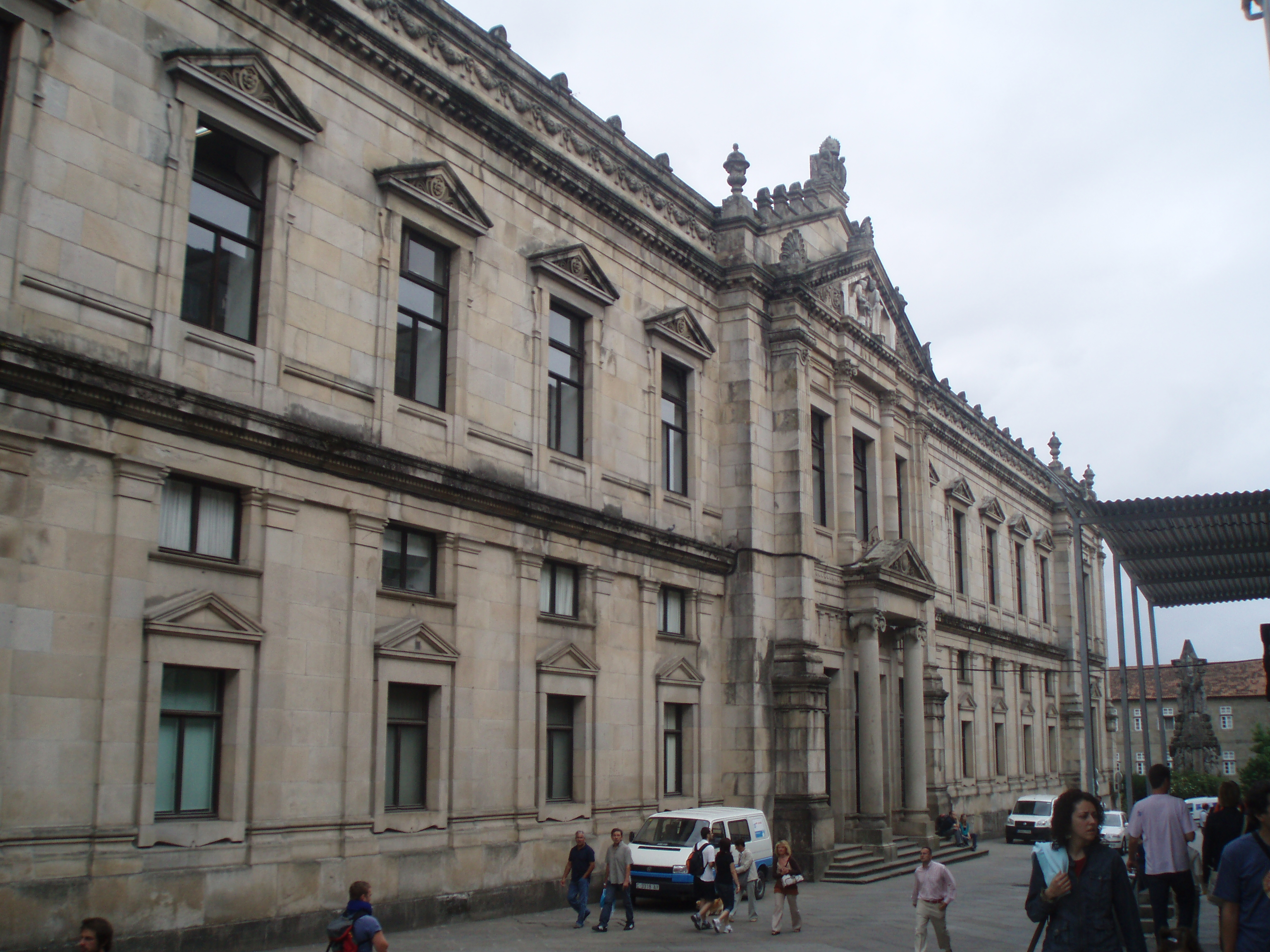
Facultad de Medicina de la Universidad de Santiago.

Al finalizar el encierro, las asambleas se trasladaron a la calle y continuó la huelga indefinida, produciéndose numerosas movilizaciones. En una Asamblea de Universidad muy multitudinaria, celebrada en la Facultad de Medicina el 28 de marzo, intervino la policía violentamente, causando numerosos heridos y realizando varias detenciones. Esta intervención policial violenta generó la indignación de los estudiantes, que despidieron a pedradas en la estación de ferrocarril al director general de Universidades, Hernández Díaz, desplazado a Santiago para intentar resolver el conflicto. 
Las autoridades académicas decidieron adelantar las vacaciones de Semana Santa para calmar los ánimos. Al regreso, el Rector anunció la suspensión de las sanciones y la devolución de las cuotas, con lo que se inició un lento camino hacia la normalidad. El Decano Ocón fue trasladado a otra Universidad y el Rector Echeverri sustituido, pero la promesa de levantar totalmente las sanciones no se cumplió. En el curso siguiente el SDEUG asumió la representación asociativa de los estudiantes, sin nuevas trabas.

## Líderes estudiantiles
Las movilizaciones no constituyeron una revuelta caótica y espontánea, sino que estaban dirigidas por estudiantes que tenían las ideas muy claras, y que pretendían introducir los valores  democráticos en la vida universitaria. En general compartían un espíritu antiautoritario y una buena capacidad de análisis que les permitió conducir el conflicto de forma inteligente, actuando de manera cohesionada y sin radicalismos, como afirma el historiador Ricardo Gurriarán, investigador de las movilizaciones. Tenían, además, una buena formación política y supieron trasladarle a la ciudadanía santiaguesa y a la sociedad gallega sus reivindicaciones e  inquietudes. En ese conflicto se formaron buena parte de los posteriores líderes políticos gallegos que destacaron tras la transición democrática.
Entre estos dirigentes estudiantiles estaba Vicente Álvarez Areces, delegado del SDEUG de la Facultad de Matemáticas, y más tarde Presidente del Principado de Asturias durante doce años así como senador; Emilio Pérez Touriño, que por aquel entonces era delegado de la Facultad de Económicas  y ya en la Democracia fue Presidente de la Junta de Galicia, Pancho Álvarez Fontela, delegado de la Facultad de Ciencias,  Alberto Martín de Hijas, delegado de Químicas y más tarde Concejal socialista en Vigo, Félix Sarmiento, Nacho Casal, Manuel Sanseveriano y Fausto Dopico, también de Ciencias, Francisco Cerviño, que ha sido diputado en el Parlamento Gallego, Pedro Mariño y Lorenzo Porto, delegados de la Facultad de Medicina, Rafael Bárez, Javier Castillo y Cándido Conde-Pumpido, delegados de Derecho, Blanca Caamaño, de la Facultad de Historia, Fermín Bouza Álvarez, Marisa Melón, Enrique Anciones, Elvira Macho Quevedo, Victoria Díaz Cabanela, Eduardo Varela y muchos otros.

## Efectos sociales y políticos
En general todos los que han analizado los acontecimientos de la primavera de 1968 en la Universidad de Santiago destacan la enorme influencia que tuvieron en el desarrollo sociopolítico de Galicia en los años siguientes. Fermín Bouza Álvarez, catedrático de sociología, especializado en Opinión Pública, que ejerció en la Facultad de Ciencias de la Información de la Universidad Complutense de Madrid, afirmaba que "Santiago era el marco ideal para aquel movimiento que cambió Galicia mucho más de lo que la historia tradicional transmitió a la gente, pues cambió las élites universitarias de toda una generación...De ahí salieron nuevos movimientos sociales y nuevos partidos de carácter progresista, y muchos de ellos autóctonos y nacionalistas". Ni la Universidad de Santiago, ni la sociedad gallega fueron las mismas después del 68.